# NBA Playoffs 1979
Gli NBA Playoffs 1979 si conclusero con la vittoria dei Seattle SuperSonics (campioni della Western conference) che sconfissero i campioni della Eastern Conference, i Washington Bullets.

## Squadre qualificate

### Eastern Conference
1. Washington Bullets
2. San Antonio Spurs
3. Philadelphia 76ers
4. Houston Rockets
5. Atlanta Hawks
6. N.J. Nets

### Western Conference
1. Seattle S.Sonics
2. K.C. Kings
3. Phoenix Suns
4. Denver Nuggets
5. L.A. Lakers
6. Portland T. Blazers

## Tabellone
|  | Primo turno        | Primo turno         | Primo turno          |                     |                    | Semifinali di Conference | Semifinali di Conference | Semifinali di Conference |  |   | Finali di Conference | Finali di Conference | Finali di Conference |   |  | NBA Finali NBA | NBA Finali NBA | NBA Finali NBA |
|  |                    |                     |                      |                     |                    |                          |                          |                          |  |   |                      |                      |                      |   |  |                |                |                |
|  |                    |                     |                      |                     |                    |                          |                          |                          |  |   |                      |                      |                      |   |  |                |                |                |
|  |                    | 1                   | Seattle S.Sonics *   | 4                   |                    |                          |                          |                          |  |   |                      |                      |                      |   |  |                |                |                |
|  |                    |                     |                      | 4                   |                    |                          |                          |                          |  |   |                      |                      |                      |   |  |                |                |                |
|  |                    |                     | 5                    | L.A. Lakers         | 1                  |                          |                          |                          |  |   |                      |                      |                      |   |  |                |                |                |
|  | 4                  | Denver Nuggets      | 5                    | L.A. Lakers         | 1                  | 1                        |                          |                          |  |   |                      |                      |                      |   |  |                |                |                |
|  | 4                  | Denver Nuggets      |                      |                     |                    | 1                        |                          |                          |  |   |                      |                      |                      |   |  |                |                |                |
|  | 5                  | L.A. Lakers         | 2                    |                     |                    |                          |                          |                          |  |   |                      |                      |                      |   |  |                |                |                |
|  | 5                  | L.A. Lakers         | 2                    |                     |                    |                          |                          |                          |  | 1 | Seattle S.Sonics *   | 4                    |                      |   |  |                |                |                |
|  | Western Conference |                     |                      |                     |                    |                          |                          |                          |  | 1 | Seattle S.Sonics *   | 4                    |                      |   |  |                |                |                |
|  |                    | 3                   | Phoenix Suns         | 3                   |                    |                          |                          |                          |  |   |                      |                      |                      |   |  |                |                |                |
|  | 3                  | 3                   | Phoenix Suns         | 3                   | Phoenix Suns       | 2                        |                          |                          |  |   |                      |                      |                      |   |  |                |                |                |
|  | 3                  |                     |                      |                     | Phoenix Suns       | 2                        |                          |                          |  |   |                      |                      |                      |   |  |                |                |                |
|  | 6                  | Portland T. Blazers | 1                    |                     |                    |                          |                          |                          |  |   |                      |                      |                      |   |  |                |                |                |
|  | 6                  | Portland T. Blazers | 1                    |                     | 3                  | Phoenix Suns             | 4                        |                          |  |   |                      |                      |                      |   |  |                |                |                |
|  |                    |                     |                      |                     | 3                  | Phoenix Suns             | 4                        |                          |  |   |                      |                      |                      |   |  |                |                |                |
|  |                    |                     | 2                    | K.C. Kings *        | 1                  |                          |                          |                          |  |   |                      |                      |                      |   |  |                |                |                |
|  |                    |                     | 2                    | K.C. Kings *        | 1                  |                          |                          |                          |  |   |                      |                      |                      |   |  |                |                |                |
|  |                    |                     |                      |                     |                    |                          |                          |                          |  |   |                      |                      |                      |   |  |                |                |                |
|  |                    |                     |                      |                     |                    |                          |                          |                          |  |   |                      |                      |                      |   |  |                |                |                |
|  |                    |                     |                      |                     |                    |                          |                          |                          |  |   |                      | W1                   | Seattle S.Sonics *   | 4 |  |                |                |                |
|  |                    |                     |                      |                     |                    |                          |                          |                          |  |   |                      |                      |                      |   |  |                |                |                |
|  |                    | E1                  | Washington Bullets * | 1                   |                    |                          |                          |                          |  |   |                      |                      |                      |   |  |                |                |                |
|  |                    | E1                  | Washington Bullets * | 1                   |                    |                          |                          |                          |  |   |                      |                      |                      |   |  |                |                |                |
|  |                    |                     |                      |                     |                    |                          |                          |                          |  |   |                      |                      |                      |   |  |                |                |                |
|  |                    |                     |                      |                     |                    |                          |                          |                          |  |   |                      |                      |                      |   |  |                |                |                |
|  |                    | 1                   | Washington Bullets * | 4                   |                    |                          |                          |                          |  |   |                      |                      |                      |   |  |                |                |                |
|  |                    |                     |                      | 4                   |                    |                          |                          |                          |  |   |                      |                      |                      |   |  |                |                |                |
|  |                    |                     | 5                    | Atlanta Hawks       | 3                  |                          |                          |                          |  |   |                      |                      |                      |   |  |                |                |                |
|  | 4                  | Houston Rockets     | 5                    | Atlanta Hawks       | 3                  | 0                        |                          |                          |  |   |                      |                      |                      |   |  |                |                |                |
|  | 4                  | Houston Rockets     |                      |                     |                    | 0                        |                          |                          |  |   |                      |                      |                      |   |  |                |                |                |
|  | 5                  | Atlanta Hawks       | 2                    |                     |                    |                          |                          |                          |  |   |                      |                      |                      |   |  |                |                |                |
|  | 5                  | Atlanta Hawks       | 2                    |                     |                    |                          |                          |                          |  | 1 | Washington Bullets * | 4                    |                      |   |  |                |                |                |
|  | Eastern Conference |                     |                      |                     |                    |                          |                          |                          |  | 1 | Washington Bullets * | 4                    |                      |   |  |                |                |                |
|  |                    | 2                   | San Antonio Spurs *  | 3                   |                    |                          |                          |                          |  |   |                      |                      |                      |   |  |                |                |                |
|  | 3                  | 2                   | San Antonio Spurs *  | 3                   | Philadelphia 76ers | 2                        |                          |                          |  |   |                      |                      |                      |   |  |                |                |                |
|  | 3                  |                     |                      |                     | Philadelphia 76ers | 2                        |                          |                          |  |   |                      |                      |                      |   |  |                |                |                |
|  | 6                  | N.J. Nets           | 0                    |                     |                    |                          |                          |                          |  |   |                      |                      |                      |   |  |                |                |                |
|  | 6                  | N.J. Nets           | 0                    |                     | 3                  | Philadelphia 76ers       | 3                        |                          |  |   |                      |                      |                      |   |  |                |                |                |
|  |                    |                     |                      |                     | 3                  | Philadelphia 76ers       | 3                        |                          |  |   |                      |                      |                      |   |  |                |                |                |
|  |                    |                     | 2                    | San Antonio Spurs * | 4                  |                          |                          |                          |  |   |                      |                      |                      |   |  |                |                |                |
|  |                    |                     | 2                    | San Antonio Spurs * | 4                  |                          |                          |                          |  |   |                      |                      |                      |   |  |                |                |                |
|  |                    |                     |                      |                     |                    |                          |                          |                          |  |   |                      |                      |                      |   |  |                |                |                |

Legenda
- * Vincitore Division
- "Grassetto" Vincitore serie
- "Corsivo" Squadra con fattore campo

## Eastern Conference

### Primo turno

#### (3) Philadelphia 76ers - (6) New Jersey Nets
RISULTATO FINALE: 2-0
| Arbitri: | Joe Gushue Earl Strom Jess Kersey |

|              |          |                  |
| J. Erving 28 | Punti    | J. Williamson 38 |
| H. Bibby 7   | Assist   | E. Jordan 9      |
| J. Erving 14 | Rimbalzi | G. Johnson 12    |

| Arbitri: | John Vanak Ed Rush Paul Mihalak |

|                                   |          |                                  |
| B. King 27                        | Punti    | C. Jones 24                      |
| E. Jordan 8                       | Assist   | J. Erving, H. Bibby, M. Cheeks 5 |
| J. van Breda Kolff, G. Johnson 13 | Rimbalzi | C. Jones 21                      |

PRECEDENTI IN REGULAR SEASON
| Regular Season 1978-79 | Philadelphia 76ers | 2 – 2                                                                                | N.J. Nets | Referto 1 - Referto 2 - Referto 3 - Referto 4 |
| Philadelphia 76ers 123 New Jersey Nets 124 New Jersey Nets 104 Philadelphia 76ers 110 Punti 117 New Jersey Nets 108 Philadelphia 76ers 103 Philadelphia 76ers 98 New Jersey Nets |                    |                                                                                      |           |                                               |
| |                    |                                                                                      |           |                                               |
| Philadelphia 76ers 123 New Jersey Nets 124 New Jersey Nets 104 Philadelphia 76ers 110                                                                                            | Punti              | 117 New Jersey Nets 108 Philadelphia 76ers 103 Philadelphia 76ers 98 New Jersey Nets |           |                                               |

PRECEDENTI NEI PLAYOFF

Si è trattata della prima sfida tra le due squadre ai playoff.

#### (4) Houston Rockets - (5) Atlanta Hawks
RISULTATO FINALE: 0-2
| Houston 11 aprile 1979 Gara 1                                                                                      | Houston Rockets | 106 – 109 (31-27, 26-23, 28-39, 21-20) referto | Atlanta Hawks | The Summit (14.405 spett.) |
| M. Malone 28 Punti D. Roundfield 23 S. Watts 7 Assist S. Hawes , C. Criss 4 M. Malone 17 Rimbalzi D. Roundfield 18 |                 |                                                |               |                            |
| |                 |                                                |               |                            |
| M. Malone 28 | Punti           | D. Roundfield 23                               |               |                            |
| S. Watts 7 | Assist          | S. Hawes, C. Criss 4                           |               |                            |
| M. Malone 17 | Rimbalzi        | D. Roundfield 18                               |               |                            |

| Atlanta 13 aprile 1979 Gara 2                                                                               | Atlanta Hawks | 100 – 91 (31-27, 21-31, 26-20, 22-13) referto | Houston Rockets | Omni Coliseum (15.798 spett.) |
| J. Drew , E. Johnson 25 Punti M. Malone 21 E. Johnson 8 Assist C. Murphy 4 J. Drew 13 Rimbalzi M. Malone 24 |               |                                               |                 |                               |
| |               |                                               |                 |                               |
| J. Drew, E. Johnson 25                                                                                      | Punti         | M. Malone 21                                  |                 |                               |
| E. Johnson 8                                                                                                | Assist        | C. Murphy 4                                   |                 |                               |
| J. Drew 13                                                                                                  | Rimbalzi      | M. Malone 24                                  |                 |                               |

PRECEDENTI IN REGULAR SEASON
| Regular Season 1978-79 | Houston Rockets | 1 – 3                                                                       | Atlanta Hawks | Referto 1 - Referto 2 - Referto 3 - Referto 4 |
| Houston Rockets 106 Atlanta Hawks 115 Atlanta Hawks 125 Houston Rockets 120 Punti 109 Atlanta Hawks 105 Houston Rockets 111 Houston Rockets 116 Atlanta Hawks |                 |                                                                             |               |                                               |
| |                 |                                                                             |               |                                               |
| Houston Rockets 106 Atlanta Hawks 115 Atlanta Hawks 125 Houston Rockets 120                                                                                   | Punti           | 109 Atlanta Hawks 105 Houston Rockets 111 Houston Rockets 116 Atlanta Hawks |               |                                               |

PRECEDENTI NEI PLAYOFF
|  | Houston Rockets | 0 – 1 | Atlanta Hawks (1969) |  |

### Semifinali

#### (1) Washington Bullets - (5) Atlanta Hawks
RISULTATO FINALE: 4-3
| Landover 15 aprile 1979 Gara 1                                                                        | Washington Bullets | 103 – 89 (30-24, 16-22, 25-30, 32-13) referto | Atlanta Hawks | Capital Centre (15.721 spett.) |
| E. Hayes 31 Punti D. Roundfield 24 L. Wright 6 Assist A. Hill 7 E. Hayes 15 Rimbalzi D. Roundfield 10 |                    |                                               |               |                                |
| |                    |                                               |               |                                |
| E. Hayes 31                                                                                           | Punti              | D. Roundfield 24                              |               |                                |
| L. Wright 6                                                                                           | Assist             | A. Hill 7                                     |               |                                |
| E. Hayes 15                                                                                           | Rimbalzi           | D. Roundfield 10                              |               |                                |

| Landover 17 aprile 1979 Gara 2                                                                                         | Washington Bullets | 99 – 107 (24-24, 26-27, 28-26, 21-30) referto | Atlanta Hawks | Capital Centre (19.035 spett.) |
| B. Dandridge 36 Punti D. Roundfield , E. Johnson 17 T. Henderson 8 Assist A. Hill 6 W. Unseld 10 Rimbalzi T. Rollins 8 |                    |                                               |               |                                |
| |                    |                                               |               |                                |
| B. Dandridge 36 | Punti              | D. Roundfield, E. Johnson 17                  |               |                                |
| T. Henderson 8 | Assist             | A. Hill 6                                     |               |                                |
| W. Unseld 10 | Rimbalzi           | T. Rollins 8                                  |               |                                |

| Atlanta 20 aprile 1979 Gara 3                                                                                 | Atlanta Hawks | 77 – 89 (17-16, 22-26, 22-19, 16-28) referto | Washington Bullets | Omni Coliseum (15.798 spett.) |
| J. Drew 13 Punti E. Hayes 19 A. Hill 5 Assist W. Unseld 8 D. Roundfield , T. Rollins 14 Rimbalzi W. Unseld 16 |               |                                              |                    |                               |
| |               |                                              |                    |                               |
| J. Drew 13 | Punti         | E. Hayes 19                                  |                    |                               |
| A. Hill 5 | Assist        | W. Unseld 8                                  |                    |                               |
| D. Roundfield, T. Rollins 14                                                                                  | Rimbalzi      | W. Unseld 16                                 |                    |                               |

| Atlanta 22 aprile 1979 Gara 4                                                                                  | Atlanta Hawks | 118 – 120 (d.1t.s.) (30-29, 28-22, 23-27, 28-31) (9-11) referto | Washington Bullets | Omni Coliseum (15.798 spett.) |
| D. Roundfield 22 Punti E. Hayes 29 D. Roundfield 7 Assist B. Dandridge 5 D. Roundfield 18 Rimbalzi E. Hayes 17 |               |                                                                 |                    |                               |
| |               |                                                                 |                    |                               |
| D. Roundfield 22                                                                                               | Punti         | E. Hayes 29                                                     |                    |                               |
| D. Roundfield 7                                                                                                | Assist        | B. Dandridge 5                                                  |                    |                               |
| D. Roundfield 18                                                                                               | Rimbalzi      | E. Hayes 17                                                     |                    |                               |

| Landover 24 aprile 1979 Gara 5                                                                        | Washington Bullets | 103 – 107 (34-27, 21-29, 25-25, 23-26) referto | Atlanta Hawks | Capital Centre (19.035 spett.) |
| E. Hayes 26 Punti T. Furlow 21 T. Henderson 11 Assist A. Hill 5 E. Hayes 14 Rimbalzi D. Roundfield 14 |                    |                                                |               |                                |
| |                    |                                                |               |                                |
| E. Hayes 26                                                                                           | Punti              | T. Furlow 21                                   |               |                                |
| T. Henderson 11                                                                                       | Assist             | A. Hill 5                                      |               |                                |
| E. Hayes 14                                                                                           | Rimbalzi           | D. Roundfield 14                               |               |                                |

| Atlanta 26 aprile 1979 Gara 6                                                                            | Atlanta Hawks | 104 – 86 (29-23, 19-19, 30-24, 26-20) referto | Washington Bullets | Omni Coliseum (15.978 spett.) |
| J. Drew , E. Johnson 22 Punti E. Hayes 24 A. Hill 9 Assist W. Unseld 6 S. Hawes 14 Rimbalzi W. Unseld 12 |               |                                               |                    |                               |
| |               |                                               |                    |                               |
| J. Drew, E. Johnson 22                                                                                   | Punti         | E. Hayes 24                                   |                    |                               |
| A. Hill 9                                                                                                | Assist        | W. Unseld 6                                   |                    |                               |
| S. Hawes 14                                                                                              | Rimbalzi      | W. Unseld 12                                  |                    |                               |

| Landover 29 aprile 1979 Gara 7                                                                 | Washington Bullets | 100 – 94 (26-26, 26-24, 23-19, 25-25) referto | Atlanta Hawks | Capital Centre (19.035 spett.) |
| E. Hayes 39 Punti J. Drew 24 B. Dandridge 8 Assist E. Johnson 6 E. Hayes 15 Rimbalzi J. Drew 8 |                    |                                               |               |                                |
|                                                                                                |                    |                                               |               |                                |
| E. Hayes 39                                                                                    | Punti              | J. Drew 24                                    |               |                                |
| B. Dandridge 8                                                                                 | Assist             | E. Johnson 6                                  |               |                                |
| E. Hayes 15                                                                                    | Rimbalzi           | J. Drew 8                                     |               |                                |

PRECEDENTI IN REGULAR SEASON
| Regular Season 1978-79 | Washington Bullets | 2 – 2                                                                             | Atlanta Hawks | Referto 1 - Referto 2 - Referto 3 - Referto 4 |
| Washington Bullets 108 Atlanta Hawks 102 Washington Bullets 109 Atlanta Hawks 103 Punti 110 Atlanta Hawks 106 Washington Bullets 105 Atlanta Hawks 102 Washington Bullets |                    |                                                                                   |               |                                               |
| |                    |                                                                                   |               |                                               |
| Washington Bullets 108 Atlanta Hawks 102 Washington Bullets 109 Atlanta Hawks 103                                                                                         | Punti              | 110 Atlanta Hawks 106 Washington Bullets 105 Atlanta Hawks 102 Washington Bullets |               |                                               |

PRECEDENTI NEI PLAYOFF
|  | Washington Bullets (1965, 1978) | 2 – 1 | Atlanta Hawks (1966) |  |

#### (2) San Antonio Spurs - (3) Philadelphia 76ers
RISULTATO FINALE: 4-3
| San Antonio 15 aprile 1979 Gara 1                                                                           | San Antonio Spurs | 119 – 106 (31-22, 32-23, 25-25, 31-36) referto | Philadelphia 76ers | HemisFair Arena (10.253 spett.) |
| L. Kenon 30 Punti D. Dawkins 25 A. Bristow , J. Silas 7 Assist J. Erving 7 B. Paultz 9 Rimbalzi C. Jones 15 |                   |                                                |                    |                                 |
| |                   |                                                |                    |                                 |
| L. Kenon 30                                                                                                 | Punti             | D. Dawkins 25                                  |                    |                                 |
| A. Bristow, J. Silas 7                                                                                      | Assist            | J. Erving 7                                    |                    |                                 |
| B. Paultz 9                                                                                                 | Rimbalzi          | C. Jones 15                                    |                    |                                 |

| San Antonio 17 aprile 1979 Gara 2                                                                       | San Antonio Spurs | 121 – 120 (28-33, 35-23, 28-34, 30-30) referto | Philadelphia 76ers | HemisFair Arena (16.709 spett.) |
| G. Gervin 29 Punti J. Erving 25 J. Silas , M. Gale 8 Assist H. Bibby 10 L. Kenon 7 Rimbalzi C. Jones 11 |                   |                                                |                    |                                 |
| |                   |                                                |                    |                                 |
| G. Gervin 29                                                                                            | Punti             | J. Erving 25                                   |                    |                                 |
| J. Silas, M. Gale 8                                                                                     | Assist            | H. Bibby 10                                    |                    |                                 |
| L. Kenon 7                                                                                              | Rimbalzi          | C. Jones 11                                    |                    |                                 |

| Filadelfia 20 aprile 1979 Gara 3                                                                          | Philadelphia 76ers | 123 – 115 (40-32, 23-25, 24-31, 36-27) referto | San Antonio Spurs | Spectrum (14.039 spett.) |
| J. Erving 39 Punti J. Silas 32 M. Cheeks 9 Assist G. Gervin , L. Kenon 5 C. Jones 12 Rimbalzi L. Kenon 15 |                    |                                                |                   |                          |
| |                    |                                                |                   |                          |
| J. Erving 39                                                                                              | Punti              | J. Silas 32                                    |                   |                          |
| M. Cheeks 9                                                                                               | Assist             | G. Gervin, L. Kenon 5                          |                   |                          |
| C. Jones 12                                                                                               | Rimbalzi           | L. Kenon 15                                    |                   |                          |

| Filadelfia 22 aprile 1979 Gara 4                                                           | Philadelphia 76ers | 112 – 115 (22-32, 30-20, 28-30, 32-33) referto | San Antonio Spurs | Spectrum (11.163 spett.) |
| M. Cheeks 33 Punti G. Gervin 32 M. Cheeks 9 Assist L. Kenon 6 S. Mix 9 Rimbalzi L. Kenon 9 |                    |                                                |                   |                          |
|                                                                                            |                    |                                                |                   |                          |
| M. Cheeks 33                                                                               | Punti              | G. Gervin 32                                   |                   |                          |
| M. Cheeks 9                                                                                | Assist             | L. Kenon 6                                     |                   |                          |
| S. Mix 9                                                                                   | Rimbalzi           | L. Kenon 9                                     |                   |                          |

| San Antonio 26 aprile 1979 Gara 5                                                                       | San Antonio Spurs | 97 – 120 (17-29, 21-21, 26-35, 33-35) referto | Philadelphia 76ers | HemisFair Arena (16.055 spett.) |
| J. Silas 19 Punti J. Erving 32 J. Silas , M. Gale 5 Assist M. Cheeks 12 L. Kenon 9 Rimbalzi C. Jones 14 |                   |                                               |                    |                                 |
| |                   |                                               |                    |                                 |
| J. Silas 19                                                                                             | Punti             | J. Erving 32                                  |                    |                                 |
| J. Silas, M. Gale 5                                                                                     | Assist            | M. Cheeks 12                                  |                    |                                 |
| L. Kenon 9                                                                                              | Rimbalzi          | C. Jones 14                                   |                    |                                 |

| Filadelfia 29 aprile 1979 Gara 6                                                            | Philadelphia 76ers | 92 – 90 (25-27, 23-26, 13-19, 31-18) referto | San Antonio Spurs | Spectrum (18.276 spett.) |
| C. Jones 20 Punti J. Silas 27 M. Cheeks 6 Assist M. Gale 6 C. Jones 17 Rimbalzi L. Kenon 15 |                    |                                              |                   |                          |
|                                                                                             |                    |                                              |                   |                          |
| C. Jones 20                                                                                 | Punti              | J. Silas 27                                  |                   |                          |
| M. Cheeks 6                                                                                 | Assist             | M. Gale 6                                    |                   |                          |
| C. Jones 17                                                                                 | Rimbalzi           | L. Kenon 15                                  |                   |                          |

| San Antonio 2 maggio 1979 Gara 7                                                                     | San Antonio Spurs | 111 – 108 (29-20, 27-27, 22-34, 33-27) referto | Philadelphia 76ers | HemisFair Arena (16.055 spett.) |
| G. Gervin 33 Punti J. Erving 34 M. Olberding 7 Assist M. Cheeks 13 G. Gervin 12 Rimbalzi C. Jones 14 |                   |                                                |                    |                                 |
| |                   |                                                |                    |                                 |
| G. Gervin 33                                                                                         | Punti             | J. Erving 34                                   |                    |                                 |
| M. Olberding 7                                                                                       | Assist            | M. Cheeks 13                                   |                    |                                 |
| G. Gervin 12                                                                                         | Rimbalzi          | C. Jones 14                                    |                    |                                 |

PRECEDENTI IN REGULAR SEASON
| Regular Season 1978-79 | San Antonio Spurs | 1 – 3                                                                                              | Philadelphia 76ers | Referto 1 - Referto 2 - Referto 3 - Referto 4 |
| Philadelphia 76ers 116 San Antonio Spurs 114 Philadelphia 76ers 94 San Antonio Spurs 120 Punti 115 San Antonio Spurs 120 Philadelphia 76ers (1 t.s.) 100 San Antonio Spurs 124 Philadelphia 76ers |                   | |                    |                                               |
| |                   | |                    |                                               |
| Philadelphia 76ers 116 San Antonio Spurs 114 Philadelphia 76ers 94 San Antonio Spurs 120 | Punti             | 115 San Antonio Spurs 120 Philadelphia 76ers (1 t.s.) 100 San Antonio Spurs 124 Philadelphia 76ers |                    |                                               |

PRECEDENTI NEI PLAYOFF

Si è trattata della prima sfida tra le due squadre ai playoff.

### Finale

#### (1) Washington Bullets - (2) San Antonio Spurs
RISULTATO FINALE: 4-3
| Landover 4 maggio 1979 Gara 1                                                                        | Washington Bullets | 97 – 118 (27-30, 25-25, 23-31, 22-32) referto | San Antonio Spurs | Capital Centre (19.035 spett.) |
| B. Dandridge 25 Punti G. Gervin 34 T. Henderson 5 Assist J. Silas 4 E. Hayes 20 Rimbalzi L. Kenon 21 |                    |                                               |                   |                                |
| |                    |                                               |                   |                                |
| B. Dandridge 25                                                                                      | Punti              | G. Gervin 34                                  |                   |                                |
| T. Henderson 5                                                                                       | Assist             | J. Silas 4                                    |                   |                                |
| E. Hayes 20                                                                                          | Rimbalzi           | L. Kenon 21                                   |                   |                                |

| Landover 6 maggio 1979 Gara 2                                                                                      | Washington Bullets | 115 – 95 (22-27, 27-26, 33-20, 33-22) referto | San Antonio Spurs | Capital Centre (19.035 spett.) |
| W. Unseld 26 Punti L. Kenon 25 T. Henderson 9 Assist C. Dietrick , M. Olberding 3 W. Unseld 22 Rimbalzi L. Kenon 8 |                    |                                               |                   |                                |
| |                    |                                               |                   |                                |
| W. Unseld 26 | Punti              | L. Kenon 25                                   |                   |                                |
| T. Henderson 9 | Assist             | C. Dietrick, M. Olberding 3                   |                   |                                |
| W. Unseld 22 | Rimbalzi           | L. Kenon 8                                    |                   |                                |

| San Antonio 9 maggio 1979 Gara 3                                                                             | San Antonio Spurs | 116 – 114 (32-31, 24-27, 33-26, 27-30) referto | Washington Bullets | HemisFair Arena (15.318 spett.) |
| G. Gervin 29 Punti B. Dandridge 28 M. Gale , L. Kenon 5 Assist W. Unseld 8 B. Paultz 12 Rimbalzi E. Hayes 23 |                   |                                                |                    |                                 |
| |                   |                                                |                    |                                 |
| G. Gervin 29                                                                                                 | Punti             | B. Dandridge 28                                |                    |                                 |
| M. Gale, L. Kenon 5                                                                                          | Assist            | W. Unseld 8                                    |                    |                                 |
| B. Paultz 12                                                                                                 | Rimbalzi          | E. Hayes 23                                    |                    |                                 |

| San Antonio 11 maggio 1979 Gara 4                                                                           | San Antonio Spurs | 118 – 102 (24-19, 26-30, 34-23, 34-30) referto | Washington Bullets | HemisFair Arena (16.055 spett.) |
| G. Gervin 42 Punti E. Hayes 23 M. Gale , J. Silas 6 Assist B. Dandridge 9 L. Kenon 17 Rimbalzi W. Unseld 21 |                   |                                                |                    |                                 |
| |                   |                                                |                    |                                 |
| G. Gervin 42                                                                                                | Punti             | E. Hayes 23                                    |                    |                                 |
| M. Gale, J. Silas 6                                                                                         | Assist            | B. Dandridge 9                                 |                    |                                 |
| L. Kenon 17                                                                                                 | Rimbalzi          | W. Unseld 21                                   |                    |                                 |

| Landover 13 maggio 1979 Gara 5                                                                       | Washington Bullets | 107 – 103 (28-30, 25-18, 31-22, 23-33) referto | San Antonio Spurs | Capital Centre (19.035 spett.) |
| E. Hayes 24 Punti G. Gervin 28 T. Henderson 9 Assist J. Silas 6 E. Hayes 22 Rimbalzi M. Olberding 13 |                    |                                                |                   |                                |
| |                    |                                                |                   |                                |
| E. Hayes 24                                                                                          | Punti              | G. Gervin 28                                   |                   |                                |
| T. Henderson 9                                                                                       | Assist             | J. Silas 6                                     |                   |                                |
| E. Hayes 22                                                                                          | Rimbalzi           | M. Olberding 13                                |                   |                                |

| San Antonio 16 maggio 1979 Gara 6                                                                               | San Antonio Spurs | 100 – 108 (23-30, 26-24, 29-24, 22-30) referto | Washington Bullets | HemisFair Arena (16.055 spett.) |
| G. Gervin 20 Punti E. Hayes 25 J. Silas 7 Assist B. Dandridge , T. Henderson 8 L. Kenon 15 Rimbalzi E. Hayes 14 |                   |                                                |                    |                                 |
| |                   |                                                |                    |                                 |
| G. Gervin 20 | Punti             | E. Hayes 25                                    |                    |                                 |
| J. Silas 7 | Assist            | B. Dandridge, T. Henderson 8                   |                    |                                 |
| L. Kenon 15 | Rimbalzi          | E. Hayes 14                                    |                    |                                 |

| Landover 18 maggio 1979 Gara 7                                                                    | Washington Bullets | 107 – 105 (18-21, 32-28, 26-33, 31-23) referto | San Antonio Spurs | Capital Centre (19.035 spett.) |
| B. Dandridge 37 Punti G. Gervin 42 L. Wright 7 Assist J. Silas 5 E. Hayes 15 Rimbalzi L. Kenon 11 |                    |                                                |                   |                                |
|                                                                                                   |                    |                                                |                   |                                |
| B. Dandridge 37                                                                                   | Punti              | G. Gervin 42                                   |                   |                                |
| L. Wright 7                                                                                       | Assist             | J. Silas 5                                     |                   |                                |
| E. Hayes 15                                                                                       | Rimbalzi           | L. Kenon 11                                    |                   |                                |

PRECEDENTI IN REGULAR SEASON
| Regular Season 1978-79 | Washington Bullets | 3 – 1                                                                                     | San Antonio Spurs | Referto 1 - Referto 2 - Referto 3 - Referto 4 |
| Washington Bullets 124 San Antonio Spurs 143 San Antonio Spurs 122 Washington Bullets 129 Punti 119 San Antonio Spurs 124 Washington Bullets 123 Washington Bullets 128 San Antonio Spurs |                    |                                                                                           |                   |                                               |
| |                    |                                                                                           |                   |                                               |
| Washington Bullets 124 San Antonio Spurs 143 San Antonio Spurs 122 Washington Bullets 129                                                                                                 | Punti              | 119 San Antonio Spurs 124 Washington Bullets 123 Washington Bullets 128 San Antonio Spurs |                   |                                               |

PRECEDENTI NEI PLAYOFF
|  | Washington Bullets (1978) | 1 – 0 | San Antonio Spurs |  |

## Western Conference

### Primo turno

#### (3) Phoenix Suns - (6) Portland Trail Blazers
RISULTATO FINALE: 2-1
| Phoenix 10 aprile 1979 Gara 1 | Phoenix Suns | 107 – 103 (23-20, 25-26, 31-27, 28-30) referto | Portland T. Blazers | Arizona Veterans Memorial Coliseum (12.660 spett.) |
| P. Westphal 28 Punti R. Brewer 26 A. Adams 9 Assist R. Brewer , M. Lucas 5 A. Adams , W. Davis 5 Rimbalzi M. Lucas , M. Thompson 10 |              |                                                |                     |                                                    |
| |              |                                                |                     |                                                    |
| P. Westphal 28 | Punti        | R. Brewer 26                                   |                     |                                                    |
| A. Adams 9 | Assist       | R. Brewer, M. Lucas 5                          |                     |                                                    |
| A. Adams, W. Davis 5 | Rimbalzi     | M. Lucas, M. Thompson 10                       |                     |                                                    |

| Portland 13 aprile 1979 Gara 2                                                                    | Portland T. Blazers | 96 – 92 (25-24, 27-26, 21-26, 23-16) referto | Phoenix Suns | Memorial Coliseum (12.666 spett.) |
| R. Brewer 21 Punti W. Davis 31 M. Lucas 4 Assist P. Westphal 6 M. Thompson 17 Rimbalzi G. Heard 9 |                     |                                              |              |                                   |
|                                                                                                   |                     |                                              |              |                                   |
| R. Brewer 21                                                                                      | Punti               | W. Davis 31                                  |              |                                   |
| M. Lucas 4                                                                                        | Assist              | P. Westphal 6                                |              |                                   |
| M. Thompson 17                                                                                    | Rimbalzi            | G. Heard 9                                   |              |                                   |

| Phoenix 15 aprile 1979 Gara 3                                                                                            | Phoenix Suns | 101 – 91 (24-22, 23-28, 21-26, 33-15) referto | Portland T. Blazers | Arizona Veterans Memorial Coliseum (12.660 spett.) |
| P. Westphal 26 Punti M. Lucas , M. Thompson , L. Steele 16 W. Davis 8 Assist M. Lucas 9 G. Heard 12 Rimbalzi M. Lucas 16 |              |                                               |                     |                                                    |
| |              |                                               |                     |                                                    |
| P. Westphal 26 | Punti        | M. Lucas, M. Thompson, L. Steele 16           |                     |                                                    |
| W. Davis 8 | Assist       | M. Lucas 9                                    |                     |                                                    |
| G. Heard 12 | Rimbalzi     | M. Lucas 16                                   |                     |                                                    |

PRECEDENTI IN REGULAR SEASON
| Regular Season 1978-79 | Phoenix Suns | 3 – 1                                                                                 | Portland T. Blazers | Referto 1 - Referto 2 - Referto 3 - Referto 4 |
| Portland Trail Blazers 116 (1 t.s.) Phoenix Suns 129 Portland Trail Blazers 110 Phoenix Suns 106 Punti 124 Phoenix Suns 127 Portland Trail Blazers 93 Phoenix Suns 95 Portland Trail Blazers |              |                                                                                       |                     |                                               |
| |              |                                                                                       |                     |                                               |
| Portland Trail Blazers 116 (1 t.s.) Phoenix Suns 129 Portland Trail Blazers 110 Phoenix Suns 106                                                                                             | Punti        | 124 Phoenix Suns 127 Portland Trail Blazers 93 Phoenix Suns 95 Portland Trail Blazers |                     |                                               |

PRECEDENTI NEI PLAYOFF

Si è trattata della prima sfida tra le due squadre ai playoff.

#### (4) Denver Nuggets - (5) Los Angeles Lakers
RISULTATO FINALE: 1-2
| Denver 10 aprile 1979 Gara 1                                                                                   | Denver Nuggets | 119 – 105 (29-26, 31-26, 31-28, 19-25) referto | L.A. Lakers | McNichols Sports Arena (16.011 spett.) |
| D. Issel 30 Punti K. Abdul-Jabbar 23 B. Wilkerson 7 Assist N. Nixon 11 D. Issel 10 Rimbalzi K. Abdul-Jabbar 12 |                |                                                |             |                                        |
| |                |                                                |             |                                        |
| D. Issel 30 | Punti          | K. Abdul-Jabbar 23                             |             |                                        |
| B. Wilkerson 7                                                                                                 | Assist         | N. Nixon 11                                    |             |                                        |
| D. Issel 10 | Rimbalzi       | K. Abdul-Jabbar 12                             |             |                                        |

| Inglewood 13 aprile 1979 Gara 2                                                                             | L.A. Lakers | 121 – 109 (29-22, 20-25, 32-28, 40-34) referto | Denver Nuggets | The Forum (14.182 spett.) |
| K. Abdul-Jabbar 32 Punti D. Thompson 29 N. Nixon 16 Assist T. Boswell 7 J. Wilkes 13 Rimbalzi T. Boswell 12 |             |                                                |                |                           |
| |             |                                                |                |                           |
| K. Abdul-Jabbar 32                                                                                          | Punti       | D. Thompson 29                                 |                |                           |
| N. Nixon 16                                                                                                 | Assist      | T. Boswell 7                                   |                |                           |
| J. Wilkes 13                                                                                                | Rimbalzi    | T. Boswell 12                                  |                |                           |

| Denver 15 aprile 1979 Gara 3                                                                                     | Denver Nuggets | 111 – 112 (28-31, 26-27, 32-27, 25-27) referto | L.A. Lakers | McNichols Sports Arena (16.181 spett.) |
| D. Thompson 28 Punti K. Abdul-Jabbar 29 D. Thompson 7 Assist N. Nixon 12 D. Issel 10 Rimbalzi K. Abdul-Jabbar 16 |                |                                                |             |                                        |
| |                |                                                |             |                                        |
| D. Thompson 28                                                                                                   | Punti          | K. Abdul-Jabbar 29                             |             |                                        |
| D. Thompson 7 | Assist         | N. Nixon 12                                    |             |                                        |
| D. Issel 10 | Rimbalzi       | K. Abdul-Jabbar 16                             |             |                                        |

PRECEDENTI IN REGULAR SEASON
| Regular Season 1978-79 | Denver Nuggets | 3 – 1                                                                               | L.A. Lakers | Referto 1 - Referto 2 - Referto 3 - Referto 4 |
| Los Angeles Lakers 134 Denver Nuggets 119 Los Angeles Lakers 99 Denver Nuggets 123 Punti 107 Denver Nuggets 107 Los Angeles Lakers 113 Denver Nuggets 113 Los Angeles Lakers |                |                                                                                     |             |                                               |
| |                |                                                                                     |             |                                               |
| Los Angeles Lakers 134 Denver Nuggets 119 Los Angeles Lakers 99 Denver Nuggets 123                                                                                           | Punti          | 107 Denver Nuggets 107 Los Angeles Lakers 113 Denver Nuggets 113 Los Angeles Lakers |             |                                               |

PRECEDENTI NEI PLAYOFF

Si è trattata della prima sfida tra le due squadre ai playoff.

## Western Conference

### Semifinali

#### (1) Seattle SuperSonics - (5) Los Angeles Lakers
RISULTATO FINALE: 4-1
| Seattle 17 aprile 1979 Gara 1                                                                                    | Seattle S.Sonics | 112 – 101 (22-29, 27-25, 32-22, 31-25) referto | L.A. Lakers | Kingdome (26.377 spett.) |
| G. Williams 27 Punti K. Abdul-Jabbar 25 J. Johnson 9 Assist N. Nixon 7 L. Shelton 12 Rimbalzi K. Abdul-Jabbar 11 |                  |                                                |             |                          |
| |                  |                                                |             |                          |
| G. Williams 27                                                                                                   | Punti            | K. Abdul-Jabbar 25                             |             |                          |
| J. Johnson 9 | Assist           | N. Nixon 7                                     |             |                          |
| L. Shelton 12 | Rimbalzi         | K. Abdul-Jabbar 11                             |             |                          |

| Seattle 18 aprile 1979 Gara 2                                                                                 | Seattle S.Sonics | 108 – 103 (d.1t.s.) (27-21, 21-32, 28-15, 19-27) (13-8) referto | L.A. Lakers | Kingdome (26.862 spett.) |
| G. Williams 38 Punti K. Abdul-Jabbar 31 J. Sikma 8 Assist N. Nixon 10 J. Sikma 10 Rimbalzi K. Abdul-Jabbar 15 |                  |                                                                 |             |                          |
| |                  |                                                                 |             |                          |
| G. Williams 38                                                                                                | Punti            | K. Abdul-Jabbar 31                                              |             |                          |
| J. Sikma 8 | Assist           | N. Nixon 10                                                     |             |                          |
| J. Sikma 10                                                                                                   | Rimbalzi         | K. Abdul-Jabbar 15                                              |             |                          |

| Inglewood 20 aprile 1979 Gara 3                                                                        | L.A. Lakers | 118 – 112 (d.1t.s.) (26-29, 32-28, 27-28, 22-22) (11-5) referto | Seattle S.Sonics | The Forum (17.505 spett.) |
| K. Abdul-Jabbar 32 Punti G. Williams 29 N. Nixon 11 Assist P. Silas 4 J. Wilkes 9 Rimbalzi P. Silas 13 |             |                                                                 |                  |                           |
| |             |                                                                 |                  |                           |
| K. Abdul-Jabbar 32                                                                                     | Punti       | G. Williams 29                                                  |                  |                           |
| N. Nixon 11                                                                                            | Assist      | P. Silas 4                                                      |                  |                           |
| J. Wilkes 9                                                                                            | Rimbalzi    | P. Silas 13                                                     |                  |                           |

| Inglewood 22 aprile 1979 Gara 4                                                                                              | L.A. Lakers | 115 – 117 (31-28, 29-33, 30-34, 25-22) referto | Seattle S.Sonics | The Forum (15.724 spett.) |
| K. Abdul-Jabbar 31 Punti G. Williams 30 N. Nixon 19 Assist D. Johnson 7 K. Abdul-Jabbar 13 Rimbalzi D. Johnson , J. Sikma 11 |             |                                                |                  |                           |
| |             |                                                |                  |                           |
| K. Abdul-Jabbar 31 | Punti       | G. Williams 30                                 |                  |                           |
| N. Nixon 19 | Assist      | D. Johnson 7                                   |                  |                           |
| K. Abdul-Jabbar 13 | Rimbalzi    | D. Johnson, J. Sikma 11                        |                  |                           |

| Seattle 25 aprile 1979 Gara 5                                                                                                  | Seattle S.Sonics | 106 – 100 (24-28, 29-31, 29-22, 24-19) referto | L.A. Lakers | Kingdome (14.098 spett.) |
| G. Williams 30 Punti K. Abdul-Jabbar 25 J. Sikma 6 Assist K. Abdul-Jabbar , N. Nixon 8 J. Sikma 10 Rimbalzi K. Abdul-Jabbar 14 |                  |                                                |             |                          |
| |                  |                                                |             |                          |
| G. Williams 30 | Punti            | K. Abdul-Jabbar 25                             |             |                          |
| J. Sikma 6 | Assist           | K. Abdul-Jabbar, N. Nixon 8                    |             |                          |
| J. Sikma 10 | Rimbalzi         | K. Abdul-Jabbar 14                             |             |                          |

PRECEDENTI IN REGULAR SEASON
| Regular Season 1978-79 | Seattle S.Sonics | 2 – 2                                                                                        | L.A. Lakers | Referto 1 - Referto 2 - Referto 3 - Referto 4 |
| Seattle SuperSonics 117 Los Angeles Lakers 100 Seattle SuperSonics 99 Los Angeles Lakers 93 Punti 107 Los Angeles Lakers 98 Seattle SuperSonics 108 Los Angeles Lakers 113 Seattle SuperSonics |                  |                                                                                              |             |                                               |
| |                  |                                                                                              |             |                                               |
| Seattle SuperSonics 117 Los Angeles Lakers 100 Seattle SuperSonics 99 Los Angeles Lakers 93 | Punti            | 107 Los Angeles Lakers 98 Seattle SuperSonics 108 Los Angeles Lakers 113 Seattle SuperSonics |             |                                               |

PRECEDENTI NEI PLAYOFF
|  | Seattle S.Sonics (1978) | 1 – 0 | L.A. Lakers |  |

#### (2) Kansas City Kings - (3) Phoenix Suns
RISULTATO FINALE: 1-4
| Phoenix 17 aprile 1979 Gara 1                                                                      | Phoenix Suns | 102 – 99 (31-30, 18-28, 22-15, 31-26) referto | K.C. Kings | Arizona Veterans Memorial Coliseum (12.660 spett.) |
| P. Westphal 25 Punti O. Birdsong 20 D. Buse 5 Assist P. Ford 7 T. Robinson 12 Rimbalzi S. Lacey 12 |              |                                               |            |                                                    |
| |              |                                               |            |                                                    |
| P. Westphal 25                                                                                     | Punti        | O. Birdsong 20                                |            |                                                    |
| D. Buse 5                                                                                          | Assist       | P. Ford 7                                     |            |                                                    |
| T. Robinson 12                                                                                     | Rimbalzi     | S. Lacey 12                                   |            |                                                    |

| Kansas City 20 aprile 1979 Gara 2                                                                    | K.C. Kings | 111 – 91 (35-21, 26-21, 26-28, 24-21) referto | Phoenix Suns | Kemper Arena (13.659 spett.) |
| O. Birdsong 23 Punti T. Robinson 17 P. Ford 9 Assist W. Davis 5 S. Wedman 10 Rimbalzi T. Robinson 13 |            |                                               |              |                              |
| |            |                                               |              |                              |
| O. Birdsong 23                                                                                       | Punti      | T. Robinson 17                                |              |                              |
| P. Ford 9                                                                                            | Assist     | W. Davis 5                                    |              |                              |
| S. Wedman 10                                                                                         | Rimbalzi   | T. Robinson 13                                |              |                              |

| Phoenix 22 aprile 1979 Gara 3 | Phoenix Suns | 108 – 93 (27-24, 31-24, 32-21, 18-24) referto | K.C. Kings | Arizona Veterans Memorial Coliseum (14.301 spett.) |
| W. Davis 22 Punti O. Birdsong , S. Wedman 22 W. Davis 7 Assist P. Ford , S. Lacey , B. McKinney 5 A. Adams 9 Rimbalzi B. Robinzine 10 |              |                                               |            |                                                    |
| |              |                                               |            |                                                    |
| W. Davis 22 | Punti        | O. Birdsong, S. Wedman 22                     |            |                                                    |
| W. Davis 7 | Assist       | P. Ford, S. Lacey, B. McKinney 5              |            |                                                    |
| A. Adams 9 | Rimbalzi     | B. Robinzine 10                               |            |                                                    |

| Kansas City 25 aprile 1979 Gara 4                                                                         | K.C. Kings | 94 – 108 (25-25, 20-27, 29-26, 20-30) referto | Phoenix Suns | Kemper Arena (13.184 spett.) |
| S. Wedman 21 Punti P. Westphal 26 P. Ford , S. Lacey 5 Assist A. Adams 8 S. Lacey 13 Rimbalzi G. Heard 14 |            |                                               |              |                              |
| |            |                                               |              |                              |
| S. Wedman 21                                                                                              | Punti      | P. Westphal 26                                |              |                              |
| P. Ford, S. Lacey 5                                                                                       | Assist     | A. Adams 8                                    |              |                              |
| S. Lacey 13                                                                                               | Rimbalzi   | G. Heard 14                                   |              |                              |

| Phoenix 27 aprile 1979 Gara 5                                                                                     | Phoenix Suns | 120 – 99 (30-21, 40-25, 25-23, 25-30) referto | K.C. Kings | Arizona Veterans Memorial Coliseum (12.660 spett.) |
| P. Westphal 32 Punti O. Birdsong 21 J. Kramer , M. Bratz 5 Assist B. McKinney 7 J. Kramer 11 Rimbalzi S. Lacey 10 |              |                                               |            |                                                    |
| |              |                                               |            |                                                    |
| P. Westphal 32 | Punti        | O. Birdsong 21                                |            |                                                    |
| J. Kramer, M. Bratz 5                                                                                             | Assist       | B. McKinney 7                                 |            |                                                    |
| J. Kramer 11 | Rimbalzi     | S. Lacey 10                                   |            |                                                    |

PRECEDENTI IN REGULAR SEASON
| Regular Season 1978-79 | K.C. Kings | 2 – 2                                                                         | Phoenix Suns | Referto 1 - Referto 2 - Referto 3 - Referto 4 |
| Kansas City Kings 112 Phoenix Suns 123 Kansas City Kings 121 Phoenix Suns 126 Punti 102 Phoenix Suns 103 Kansas City Kings 112 Phoenix Suns 107 Kansas City Kings |            |                                                                               |              |                                               |
| |            |                                                                               |              |                                               |
| Kansas City Kings 112 Phoenix Suns 123 Kansas City Kings 121 Phoenix Suns 126                                                                                     | Punti      | 102 Phoenix Suns 103 Kansas City Kings 112 Phoenix Suns 107 Kansas City Kings |              |                                               |

PRECEDENTI NEI PLAYOFF

Si è trattata della prima sfida tra le due squadre ai playoff.

### Finale

#### (1) Seattle SuperSonics - (3) Phoenix Suns
RISULTATO FINALE: 4-3
| Seattle 1 maggio 1979 Gara 1                                                                                | Seattle S.Sonics | 108 – 93 (28-22, 24-22, 29-22, 27-27) referto | Phoenix Suns | Seattle Center Coliseum (14.098 spett.) |
| G. Williams 27 Punti A. Adams 18 J. Johnson 9 Assist A. Adams , W. Davis 4 J. Sikma 11 Rimbalzi A. Adams 12 |                  |                                               |              |                                         |
| |                  |                                               |              |                                         |
| G. Williams 27                                                                                              | Punti            | A. Adams 18                                   |              |                                         |
| J. Johnson 9                                                                                                | Assist           | A. Adams, W. Davis 4                          |              |                                         |
| J. Sikma 11                                                                                                 | Rimbalzi         | A. Adams 12                                   |              |                                         |

| Seattle 4 maggio 1979 Gara 2                                                                                      | Seattle S.Sonics | 103 – 97 (21-28, 26-21, 30-26, 26-22) referto | Phoenix Suns | Kingdome (31.964 spett.) |
| J. Johnson 21 Punti P. Westphal 29 G. Williams 6 Assist D. Buse , W. Davis 5 L. Shelton 15 Rimbalzi T. Robinson 9 |                  |                                               |              |                          |
| |                  |                                               |              |                          |
| J. Johnson 21 | Punti            | P. Westphal 29                                |              |                          |
| G. Williams 6 | Assist           | D. Buse, W. Davis 5                           |              |                          |
| L. Shelton 15 | Rimbalzi         | T. Robinson 9                                 |              |                          |

| Phoenix 6 maggio 1979 Gara 3                                                                                        | Phoenix Suns | 113 – 103 (31-30, 29-31, 22-14, 31-28) referto | Seattle S.Sonics | Arizona Veterans Memorial Coliseum (12.660 spett.) |
| P. Westphal 25 Punti G. Williams 35 P. Westphal 6 Assist G. Williams 6 W. Davis 10 Rimbalzi J. Johnson , J. Sikma 9 |              |                                                |                  |                                                    |
| |              |                                                |                  |                                                    |
| P. Westphal 25 | Punti        | G. Williams 35                                 |                  |                                                    |
| P. Westphal 6 | Assist       | G. Williams 6                                  |                  |                                                    |
| W. Davis 10 | Rimbalzi     | J. Johnson, J. Sikma 9                         |                  |                                                    |

| Phoenix 8 maggio 1979 Gara 4 | Phoenix Suns | 100 – 91 (31-24, 27-26, 23-27, 19-14) referto | Seattle S.Sonics | Arizona Veterans Memorial Coliseum (12.660 spett.) |
| W. Davis 27 Punti G. Williams 22 P. Westphal 10 Assist J. Johnson , L. Shelton , D. Johnson 3 G. Heard 12 Rimbalzi L. Shelton 10 |              |                                               |                  |                                                    |
| |              |                                               |                  |                                                    |
| W. Davis 27 | Punti        | G. Williams 22                                |                  |                                                    |
| P. Westphal 10 | Assist       | J. Johnson, L. Shelton, D. Johnson 3          |                  |                                                    |
| G. Heard 12 | Rimbalzi     | L. Shelton 10                                 |                  |                                                    |

| Seattle 11 maggio 1979 Gara 5                                                                            | Seattle S.Sonics | 93 – 99 (24-22, 22-19, 22-25, 25-33) referto | Phoenix Suns | Kingdome (28.935 spett.) |
| D. Johnson 24 Punti P. Westphal 27 J. Johnson 5 Assist P. Westphal 5 J. Sikma 12 Rimbalzi T. Robinson 14 |                  |                                              |              |                          |
| |                  |                                              |              |                          |
| D. Johnson 24                                                                                            | Punti            | P. Westphal 27                               |              |                          |
| J. Johnson 5                                                                                             | Assist           | P. Westphal 5                                |              |                          |
| J. Sikma 12                                                                                              | Rimbalzi         | T. Robinson 14                               |              |                          |

| Phoenix 13 maggio 1979 Gara 6                                                                         | Phoenix Suns | 105 – 106 (33-27, 17-28, 35-22, 20-29) referto | Seattle S.Sonics | Arizona Veterans Memorial Coliseum (12.660 spett.) |
| P. Westphal 29 Punti D. Johnson 23 P. Westphal 8 Assist D. Johnson 6 J. Kramer 8 Rimbalzi J. Sikma 10 |              |                                                |                  |                                                    |
| |              |                                                |                  |                                                    |
| P. Westphal 29                                                                                        | Punti        | D. Johnson 23                                  |                  |                                                    |
| P. Westphal 8                                                                                         | Assist       | D. Johnson 6                                   |                  |                                                    |
| J. Kramer 8                                                                                           | Rimbalzi     | J. Sikma 10                                    |                  |                                                    |

| Seattle 17 maggio 1979 Gara 7                                                                     | Seattle S.Sonics | 114 – 110 (28-29, 29-24, 25-22, 32-35) referto | Phoenix Suns | Kingdome (37.552 spett.) |
| J. Sikma 33 Punti W. Davis 26 F. Brown 5 Assist P. Westphal 9 J. Sikma 11 Rimbalzi T. Robinson 14 |                  |                                                |              |                          |
|                                                                                                   |                  |                                                |              |                          |
| J. Sikma 33                                                                                       | Punti            | W. Davis 26                                    |              |                          |
| F. Brown 5                                                                                        | Assist           | P. Westphal 9                                  |              |                          |
| J. Sikma 11                                                                                       | Rimbalzi         | T. Robinson 14                                 |              |                          |

PRECEDENTI IN REGULAR SEASON
| Regular Season 1978-79 | Seattle S.Sonics | 3 – 1                                                                            | Phoenix Suns | Referto 1 - Referto 2 - Referto 3 - Referto 4 |
| Seattle SuperSonics 119 Phoenix Suns 106 Seattle SuperSonics 119 (1 t.s.) Phoenix Suns 113 Punti 92 Phoenix Suns 109 Seattle SuperSonics 104 Phoenix Suns 111 Seattle SuperSonics |                  |                                                                                  |              |                                               |
| |                  |                                                                                  |              |                                               |
| Seattle SuperSonics 119 Phoenix Suns 106 Seattle SuperSonics 119 (1 t.s.) Phoenix Suns 113                                                                                        | Punti            | 92 Phoenix Suns 109 Seattle SuperSonics 104 Phoenix Suns 111 Seattle SuperSonics |              |                                               |

PRECEDENTI NEI PLAYOFF
|  | Seattle S.Sonics | 0 – 1 | Phoenix Suns (1976) |  |

## NBA Finals 1979

### Washington Bullets - Seattle SuperSonics
RISULTATO FINALE
|  | Washington Bullets | 1 – 4 | Seattle S.Sonics |  |

PRECEDENTI IN REGULAR SEASON
| Regular Season 1978-79 | Washington Bullets | 2 – 2                                                                                        | Seattle S.Sonics | Referto 1 - Referto 2 - Referto 3 - Referto 4 |
| Seattle SuperSonics 121 Washington Bullets 100 Seattle SuperSonics 94 Washington Bullets 132 Punti 92 Washington Bullets 103 Seattle SuperSonics 105 Washington Bullets 110 Seattle SuperSonics |                    |                                                                                              |                  |                                               |
| |                    |                                                                                              |                  |                                               |
| Seattle SuperSonics 121 Washington Bullets 100 Seattle SuperSonics 94 Washington Bullets 132 | Punti              | 92 Washington Bullets 103 Seattle SuperSonics 105 Washington Bullets 110 Seattle SuperSonics |                  |                                               |

PRECEDENTI NEI PLAYOFF
|  | Washington Bullets (1978) | 1 – 0 | Seattle S.Sonics |  |

#### Roster
| \| Pos. \| Num. \| Naz. \| Nome \| Altezza \| Peso \| Data nascita \| Provenienza \| \| ---- \| ---- \| ---- \| ---------------- \| ------- \| ------ \| ------------ \| --------------- \| \| A \| 42 \| \| Ballard, Greg \| 201 cm \| 98 kg \| 29-01-1955 \| Oregon \| \| G \| 45 \| \| Chenier, Phil \| 191 cm \| 82 kg \| 30-10-1950 \| UC Berkeley \| \| C \| 40 \| \| Corzine, Dave \| 211 cm \| 113 kg \| 25-04-1956 \| DePaul \| \| G/AP \| 10 \| \| Dandridge, Bob \| 198 cm \| 88 kg \| 15-11-1947 \| Norfolk State \| \| G/AP \| 35 \| \| Grevey, Kevin \| 196 cm \| 95 kg \| 12-05-1953 \| Kentucky \| \| A/C \| 11 \| \| Hayes, Elvin \| 206 cm \| 107 kg \| 17-11-1945 \| Houston \| \| G \| 14 \| \| Henderson, Tom \| 191 cm \| 86 kg \| 26-01-1952 \| Hawaiʻi \| \| G \| 15 \| \| Johnson, Charles \| 183 cm \| 77 kg \| 31-03-1949 \| UC Berkeley \| \| A/C \| 25 \| \| Kupchak, Mitch \| 206 cm \| 104 kg \| 24-05-1954 \| North Carolina \| \| G/AP \| 22 \| \| Phegley, Roger \| 198 cm \| 93 kg \| 16-10-1956 \| Bradley \| \| A/C \| 41 \| \| Unseld, Wes \| 201 cm \| 111 kg \| 14-03-1946 \| Louisville \| \| G \| 32 \| \| Wright, Larry \| 185 cm \| 73 kg \| 23-11-1954 \| Grambling State \| | Allenatore - Dick Motta Assistente/i - Bernie Bickerstaff Legenda - (C) Capitano - (FA) Free agent - (S) Sospeso - (TW) Contratto Two-way - (GL) Assegnato a squadra G League affiliata - Infortunato Roster • Transazioni · Ultima transazione: 30 giugno 1979 |                        |                  |         |        |              |                 |
| Pos. | Num. | Naz.                   | Nome             | Altezza | Peso   | Data nascita | Provenienza     |
| A | 42 | Stati Uniti (bandiera) | Ballard, Greg    | 201 cm  | 98 kg  | 29-01-1955   | Oregon          |
| G | 45 | Stati Uniti (bandiera) | Chenier, Phil    | 191 cm  | 82 kg  | 30-10-1950   | UC Berkeley     |
| C | 40 | Stati Uniti (bandiera) | Corzine, Dave    | 211 cm  | 113 kg | 25-04-1956   | DePaul          |
| G/AP | 10 | Stati Uniti (bandiera) | Dandridge, Bob   | 198 cm  | 88 kg  | 15-11-1947   | Norfolk State   |
| G/AP | 35 | Stati Uniti (bandiera) | Grevey, Kevin    | 196 cm  | 95 kg  | 12-05-1953   | Kentucky        |
| A/C | 11 | Stati Uniti (bandiera) | Hayes, Elvin     | 206 cm  | 107 kg | 17-11-1945   | Houston         |
| G | 14 | Stati Uniti (bandiera) | Henderson, Tom   | 191 cm  | 86 kg  | 26-01-1952   | Hawaiʻi         |
| G | 15 | Stati Uniti (bandiera) | Johnson, Charles | 183 cm  | 77 kg  | 31-03-1949   | UC Berkeley     |
| A/C | 25 | Stati Uniti (bandiera) | Kupchak, Mitch   | 206 cm  | 104 kg | 24-05-1954   | North Carolina  |
| G/AP | 22 | Stati Uniti (bandiera) | Phegley, Roger   | 198 cm  | 93 kg  | 16-10-1956   | Bradley         |
| A/C | 41 | Stati Uniti (bandiera) | Unseld, Wes      | 201 cm  | 111 kg | 14-03-1946   | Louisville      |
| G | 32 | Stati Uniti (bandiera) | Wright, Larry    | 185 cm  | 73 kg  | 23-11-1954   | Grambling State |

| \| Pos. \| Num. \| Naz. \| Nome \| Altezza \| Peso \| Data nascita \| Provenienza \| \| ---- \| ---- \| ---- \| ---------------- \| ------- \| ------ \| ------------ \| ------------------- \| \| C \| 21 \| \| Awtrey, Dennis \| 208 cm \| 107 kg \| 22-02-1948 \| Santa Clara \| \| G \| 32 \| \| Brown, Fred \| 191 cm \| 83 kg \| 07-08-1948 \| Iowa \| \| C \| 22 \| \| Hansen, Lars \| 208 cm \| 102 kg \| 14-09-1954 \| Washington \| \| G \| 10 \| \| Hassett, Joe \| 196 cm \| 82 kg \| 11-09-1955 \| Providence \| \| G \| 24 \| \| Johnson, Dennis \| 193 cm \| 84 kg \| 18-09-1954 \| Pepperdine \| \| A \| 27 \| \| Johnson, John \| 201 cm \| 91 kg \| 18-10-1947 \| Iowa \| \| A/C \| 23 \| \| LaGarde, Tom \| 208 cm \| 100 kg \| 10-02-1955 \| North Carolina \| \| A \| 22 \| \| Robinson, Jackie \| 198 cm \| 95 kg \| 20-05-1955 \| UNLV \| \| A/C \| 8 \| \| Shelton, Lonnie \| 203 cm \| 109 kg \| 19-10-1955 \| Oregon State \| \| A/C \| 43 \| \| Sikma, Jack \| 211 cm \| 104 kg \| 14-11-1955 \| Illinois Wesleyan \| \| A/C \| 35 \| \| Silas, Paul \| 201 cm \| 100 kg \| 12-07-1943 \| Creighton \| \| G/AP \| 11 \| \| Snyder, Dick \| 196 cm \| 94 kg \| 01-02-1944 \| Davidson \| \| A \| 42 \| \| Walker, Wally \| 201 cm \| 86 kg \| 18-07-1954 \| Virginia \| \| G \| 1 \| \| Williams, Gus \| 188 cm \| 79 kg \| 10-10-1953 \| Southern California \| | Allenatore - Lenny Wilkens Assistente/i - Les Habegger - Frank Furtado Legenda - (C) Capitano - (FA) Free agent - (S) Sospeso - (TW) Contratto Two-way - (GL) Assegnato a squadra G League affiliata - Infortunato Roster • Transazioni · Ultima transazione: 28 giugno 1979 |                        |                  |         |        |              |                     |
| Pos. | Num. | Naz.                   | Nome             | Altezza | Peso   | Data nascita | Provenienza         |
| C | 21 | Stati Uniti (bandiera) | Awtrey, Dennis   | 208 cm  | 107 kg | 22-02-1948   | Santa Clara         |
| G | 32 | Stati Uniti (bandiera) | Brown, Fred      | 191 cm  | 83 kg  | 07-08-1948   | Iowa                |
| C | 22 | Canada (bandiera)      | Hansen, Lars     | 208 cm  | 102 kg | 14-09-1954   | Washington          |
| G | 10 | Stati Uniti (bandiera) | Hassett, Joe     | 196 cm  | 82 kg  | 11-09-1955   | Providence          |
| G | 24 | Stati Uniti (bandiera) | Johnson, Dennis  | 193 cm  | 84 kg  | 18-09-1954   | Pepperdine          |
| A | 27 | Stati Uniti (bandiera) | Johnson, John    | 201 cm  | 91 kg  | 18-10-1947   | Iowa                |
| A/C | 23 | Stati Uniti (bandiera) | LaGarde, Tom     | 208 cm  | 100 kg | 10-02-1955   | North Carolina      |
| A | 22 | Stati Uniti (bandiera) | Robinson, Jackie | 198 cm  | 95 kg  | 20-05-1955   | UNLV                |
| A/C | 8 | Stati Uniti (bandiera) | Shelton, Lonnie  | 203 cm  | 109 kg | 19-10-1955   | Oregon State        |
| A/C | 43 | Stati Uniti (bandiera) | Sikma, Jack      | 211 cm  | 104 kg | 14-11-1955   | Illinois Wesleyan   |
| A/C | 35 | Stati Uniti (bandiera) | Silas, Paul      | 201 cm  | 100 kg | 12-07-1943   | Creighton           |
| G/AP | 11 | Stati Uniti (bandiera) | Snyder, Dick     | 196 cm  | 94 kg  | 01-02-1944   | Davidson            |
| A | 42 | Stati Uniti (bandiera) | Walker, Wally    | 201 cm  | 86 kg  | 18-07-1954   | Virginia            |
| G | 1 | Stati Uniti (bandiera) | Williams, Gus    | 188 cm  | 79 kg  | 10-10-1953   | Southern California |

#### Risultati
| Arbitri: | Darell Garretson Ed Rush Ed Middleton |

|                                                                                 |            |                                                                           |
| L. Wright 26                                                                    | Punti      | G. Williams 32                                                            |
| T. Henderson 6                                                                  | Assist     | D. Johnson 7                                                              |
| W. Unseld 12                                                                    | Rimbalzi   | J. Johnson 11                                                             |
| Dandridge, Grevey, Hayes, Henderson, Unseld (Ballard, Corzine, Johnson, Wright) | Formazioni | Johnson, Johnson, Shelton, Sikma, Williams (Awtrey, Brown, Silas, Walker) |

| Arbitri: | John Vanak Jack Madden Jim Capers |

|                                                                                 |            |                                                                                    |
| B. Dandridge 21                                                                 | Punti      | G. Williams 23                                                                     |
| B. Dandridge 5                                                                  | Assist     | D. Johnson, J. Johnson 6                                                           |
| E. Hayes 14                                                                     | Rimbalzi   | J. Sikma 13                                                                        |
| Dandridge, Grevey, Hayes, Henderson, Unseld (Ballard, Corzine, Johnson, Wright) | Formazioni | Johnson, Johnson, Shelton, Sikma, Williams (Awtrey, Brown, Hassett, Silas, Walker) |

| Arbitri: | Jake O'Donnell Joe Gushue Hugh Evans |

|                                                                            |            |                                                                                 |
| G. Williams 31                                                             | Punti      | B. Dandridge 28                                                                 |
| D. Johnson 9                                                               | Assist     | B. Dandridge 5                                                                  |
| J. Sikma 17                                                                | Rimbalzi   | E. Hayes, W. Unseld 14                                                          |
| Johnson, Johnson, Shelton, Sikma, Williams (Brown, Hassett, Silas, Walker) | Formazioni | Dandridge, Grevey, Hayes, Henderson, Unseld (Ballard, Chenier, Johnson, Wright) |

| Arbitri: | Bob Rakel Lee Jones Darell Garretson |

|                                                                           |            |                                                                                          |
| G. Williams 36                                                            | Punti      | E. Hayes, K. Grevey, C. Johnson 18                                                       |
| J. Johnson 13                                                             | Assist     | T. Henderson 8                                                                           |
| J. Sikma 17                                                               | Rimbalzi   | W. Unseld 16                                                                             |
| Johnson, Johnson, Shelton, Sikma, Williams (Awtrey, Brown, Silas, Walker) | Formazioni | Dandridge, Grevey, Hayes, Henderson, Unseld (Ballard, Chenier, Corzine, Johnson, Wright) |

| Arbitri: | Jake O'Donnell Joe Gushue Paul Mihalak |

|                                                                                          |            |                                                                   |
| E. Hayes 29                                                                              | Punti      | G. Williams 23                                                    |
| B. Dandridge 7                                                                           | Assist     | J. Johnson 6                                                      |
| E. Hayes 14                                                                              | Rimbalzi   | J. Sikma 17                                                       |
| Dandridge, Grevey, Hayes, Henderson, Unseld (Ballard, Chenier, Corzine, Johnson, Wright) | Formazioni | Johnson, Johnson, Shelton, Sikma, Williams (Awtrey, Brown, Silas) |

| Campione NBA 1979             |
| ----------------------------- |
| Seattle SuperSonics 1º titolo |

#### Hall of famer
| NBA Finals | Atleta         | Squadra            | Anno      |                      |
| ---------- | -------------- | ------------------ | --------- | -------------------- |
| Giocatore  | Bob Dandridge  | Washington Bullets | 2021      | Giocatore            |
| Giocatore  | Elvin Hayes    | Washington Bullets | 1990      | Giocatore            |
| Giocatore  | Wes Unseld     | Washington Bullets | 1988      | Giocatore            |
| Giocatore  | Dennis Johnson | Seattle S.Sonics   | 2010      | Giocatore            |
| Giocatore  | Jack Sikma     | Seattle S.Sonics   | 2019      | Giocatore            |
| Allenatore | Lenny Wilkens  | Seattle S.Sonics   | 1989 1998 | Giocatore Allenatore |

#### MVP delle Finali
- #24 Dennis Johnson, Seattle SuperSonics.

## Squadra vincitrice

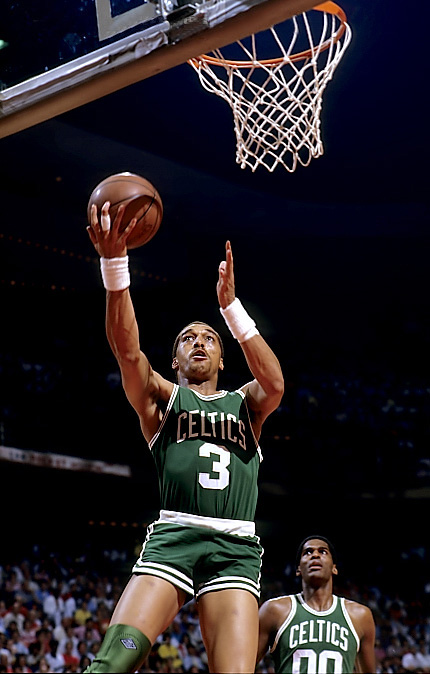
1. 24 Dennis Johnson, Seattle SuperSonics.

| N° | Naz.                   | Ruolo | Sportivo        |  | Alt. |  |
| -- | ---------------------- | ----- | --------------- |  | ---- |  |
| 1  | Stati Uniti (bandiera) | P     | Gus Williams    |  | 188  |  |
| 8  | Stati Uniti (bandiera) | AG    | Lonnie Shelton  |  | 203  |  |
| 10 | Stati Uniti (bandiera) | G     | Joe Hassett     |  | 196  |  |
| 11 | Stati Uniti (bandiera) | G     | Dick Snyder     |  | 196  |  |
| 21 | Stati Uniti (bandiera) | C     | Dennis Awtrey   |  | 209  |  |
| 22 | Canada (bandiera)      | C     | Lars Hansen     |  | 208  |  |
| 22 | Stati Uniti (bandiera) | AP    | Jackie Robinson |  | 200  |  |
| 23 | Stati Uniti (bandiera) | C     | Tom LaGarde     |  | 208  |  |
| 24 | Stati Uniti (bandiera) | G     | Dennis Johnson  |  | 193  |  |
| 27 | Stati Uniti (bandiera) | AP    | John Johnson    |  | 200  |  |
| 32 | Stati Uniti (bandiera) | P     | Fred Brown      |  | 191  |  |
| 35 | Stati Uniti (bandiera) | AP    | Paul Silas      |  | 201  |  |
| 42 | Stati Uniti (bandiera) | AP    | Wally Walker    |  | 201  |  |
| 43 | Stati Uniti (bandiera) | C     | Jack Sikma      |  | 211  |  |
|    | Stati Uniti (bandiera) | All.  | Lenny Wilkens   |  |      |  |

## Statistiche
Aggiornate al 7 settembre 2021.
| Categoria | Singola prestazione | Singola prestazione | Singola prestazione | Media         | Media              | Media | Media |
| Categoria | Giocatore           | Squadra             | Max                 | Giocatore     | Squadra            | Media | PG    |
| --------- | ------------------- | ------------------- | ------------------- | ------------- | ------------------ | ----- | ----- |
| Punti     | George Gervin       | San Antonio Spurs   | 42                  | George Gervin | San Antonio Spurs  | 28,6  | 14    |
| Rimbalzi  | Moses Malone        | Houston Rockets     | 24                  | Elvin Hayes   | Washington Bullets | 14    | 19    |
| Assist    | Norm Nixon          | L.A. Lakers         | 19                  | Norm Nixon    | L.A. Lakers        | 11,8  | 8     |